# Un delitto al largo di Miami
Un delitto al largo di Miami (Murder off Miami) è un romanzo giallo scritto da Dennis Wheatley e ideato da Joseph Gluckstein Links.
Il volume è presentato in forma di fascicolo che raccoglie una vera e propria documentazione di indagine poliziesca, rilegata con un nastro di stoffa. All'interno l'autore ha realizzato relazioni dell'agente investigativo incaricato del caso, verbali di interrogatori, fotografie, lettere e documenti trovati nel corso delle indagini, piantine della scena del crimine e reperti fisici come ritagli di stoffa, ciocche di capelli, fiammiferi bruciati.
È, inoltre, un romanzo interattivo contenente una "sfida al lettore" sulla falsariga delle opere di Ellery Queen: al termine della lettura del fascicolo, si è chiamati a fornire la soluzione della vicenda e verificare, poi, se combacia con quella degli inquirenti, staccando una linguetta che dà accesso all'ultimo capitolo.

## Storia editoriale
È stato pubblicato in Italia il 23 giugno 1937, come supplemento al numero 95 della collana Gialli Economici Mondatori (Il camaleonte, di Edgar Wallace), al costo di 15 lire.
L'unica ristampa risale al 1984, sempre a opera di Mondadori, con una sovracoperta di colore giallo che riproduce in piccolo quella originale.
Wheatley ha pubblicato in patria altri tre "Crime Dossiers" mai arrivati in Italia, dove invece sono usciti decenni più tardi prodotti simili di altri autori come, per esempio, Il caso Cragge.

## Trama
Una gita sul lussuoso panfilo Gabbiano d'Oro viene sconvolta dal presunto suicidio di Bernardo Blane, grande azionista di un colosso dei saponi del Regno Unito, figura misteriosa, di recente accreditato di problemi economici, che aveva accettato di essere ospite nella crociera del suo principale concorrente statunitense Carlo Rocksavage, assieme ad altri nobili e maggiorenti. Del caso viene incaricato l'agente investigativo Kettering della Polizia della Florida che, accompagnato dal collega Neame, si reca all'interno.
L'ipotesi di reato cambia quando vengono scoperte tracce di trascinamento sul tappeto e una macchia di sangue sulla finestra: ora si indaga per omicidio. Kettering sottopone a tre giri di interrogatori tutti gli ospiti della nave, venendo a sapere alcune notizie interessanti, inizialmente tenute nascoste dai presenti per evitare di compromettersi. In primis, Blane e Rocksavage avrebbero dovuto discutere una fusione dei rispettivi gruppi della saponificazione dando vita a un trust mondiale. Della trattativa era interessato anche il governo giapponese, rappresentato a bordo dal signor Hayashi, intenzionato a vendere a uno dei due gruppi il monopolio di quel commercio nel Sol Levante in cambio di una tangente.
Uno dei presenti, il Conte D'Alcantara, si svela quasi subito essere in realtà il truffatore e baro Giorgio "Razzo" Daniels, denunciato da Blane e in cerca di vendetta. Il vescovo di Bude conosceva da molto tempo la vittima, che era a conoscenza di un suo antico scandalo dopo il quale era stato rimpatriato dalla zona di guerra in cui si trovava. Al termine delle indagini Kettering si trova in una situazione di stallo, in cui ha identificato diversi soggetti che avrebbero potuto ricavare un interesse alla morte di Blane, ma i cui alibi sono tutti inattaccabili.
Da terra, senza aver mai visto di persona i sospettati né svolto accertamenti, ma solo grazie alla lettura dei documenti, è il tenente Schwab a sciogliere l'enigma e risolvere il caso: fa arrestare il sedicente segretario del defunto Nicola Stodart, che altri non è che lo stesso Blane, mai visto in faccia da alcuno, tranne che dal vescovo, impossibilitato però a rivelare di averlo riconosciuto perché sotto ricatto. Blane rende piena confessione, spiegando di aver desiderato sparire dalla circolazione in vista della sua rovina economica.

## Edizioni
- Un delitto al largo di Miami, supplemento a Il camaleonte, collana Gialli Economici Mondadori n.95, 23 giugno 1937.
- Un delitto al largo di Miami, Mondadori, 1984.